# Parliament Square
Parliament Square è una piazza di Londra, dominata dalla mole del palazzo di Westminster. È uno dei centri vitali della metropoli, punto d'incontro dei londinesi per celebrare importanti eventi o tenere manifestazioni pubbliche.

## Ubicazione
Sulla piazza si affacciano molteplici edifici, l'abbazia di Westminster, la Chiesa di Santa Margherita, la Middlesex Guildhall (sede della Corte Suprema del Regno Unito), la Portcullis House, ed altri ancora.
Le strade che invece sfociano a Parliament Square sono St. Margaret Street (verso Millbank), Broad Sanctuary (verso Victoria Street), Great George Street (verso Birdcage Walk), Parliament Street, e Bridge Street (verso il Westminster Bridge).

## Statue
La piazza è ornata da undici statue, per mantenere vivo il ricordo di illustri politici ed uomini di stato, inglesi e provenienti da altre nazioni.
| Immagine | Soggetto                                                                            | Ubicazione                                          | Scultore               | Inaugurazione    | Note | Classificazione |
| -------- | ----------------------------------------------------------------------------------- | --------------------------------------------------- | ---------------------- | ---------------- | --- | --------------- |
|          | Winston Churchill Primo ministro, 1940–1945 e 1951–1955                             | Nord-est del prato 51.5008°N 0.1265°W               | Ivor Roberts-Jones     | 1º novembre 1973 | Inaugurata da Clementine Churchill. Churchill indicò espressamente il suo desiderio di avere una statua di sé stesso in questo posto quando la piazza venne riprogettata negli anni cinquanta. | Grado II        |
|          | David Lloyd George Primo ministro 1916–1922                                         | Nord del prato                                      | Glynn Williams         | 25 novembre 2007 | Inaugurata dal Principe del Galles e dalla Duchessa di Cornovaglia. | —               |
|          | Jan Smuts Primo ministro del Sud Africa 1919–1924 e 1939–1948                       | Nord del prato 51.5009°N 0.1269°W                   | Sir Jacob Epstein      | 7 novembre 1956  | Winston Churchill, al suo ritorno al potere nel 1951, espresse il desiderio di volere una statua di Smuts; non poté tuttavia presenziare all'inaugurazione, a causa della sua salute cagionevole. Il piedistallo su cui si erge la statua è realizzato in granito del Sud Africa. | Grado II        |
|          | Henry John Temple, III visconte Palmerston Primo ministro 1855–1858 e 1859–1865     | Nord-ovest del prato 51.5009°N 0.1271°W             | Thomas Woolner         | 2 febbraio 1876  | Palmerston viene qui raffigurato prima che divenisse primo ministro. | Grado II        |
|          | Edward Smith-Stanley, XIV conte di Derby Primo ministro 1852, 1858–1859 e 1866–1868 | Nord-ovest del prato 51.5008°N 0.1273°W             | Matthew Noble          | 11 luglio 1874   | Derby viene qui raffigurato nelle vesti di Cancelliere dell'Università di Oxford; i rilievi in bronzo sul piedistallo raffigurano i momenti salienti della sua vita. | Grado II        |
|          | Benjamin Disraeli Primo ministro 1868 e 1874–1880                                   | Ovest del prato 51.5006°N 0.1273°W                  | Mario Raggi            | 19 aprile 1883   | La statua divenne la vera e propria protagonista di un culto: la Primrose League, associazione di stampo conservativo legata a Disraeli, che lasciava dfsj ogni anno, nell'anniversario della sua morte. | Grado II        |
|          | Sir Robert Peel Primo ministro 1834–1835 e 1841–1846                                | Ovest del prato 51.5005°N 0.1273°W                  | Matthew Noble          | 1877             | Una statua per Peel venne già commissionata da Carlo Marochetti. Questa venne terminata nel 1853, ma venne considerata troppo grande. | Grado II        |
|          | George Canning Primo ministro 1827                                                  | Angolo con Great George Street 51.501°N 0.1277°W    | Sir Richard Westmacott | 2 maggio 1832    | La statua venne eretta in origine presso New Palace Yard, per poi essere trasferita a Parliament Square nel 1949. | Grado II        |
|          | Abraham Lincoln Presidente degli Stati Uniti 1861–1865                              | Dinanzi alla Middlesex Guildhall 51.5006°N 0.1278°W | Augustus Saint-Gaudens | luglio 1920      | Trattasi di una replica di una statua già esistente: quella di Lincoln Park, a Chicago. La statua venne inaugurata dal Principe Arthur, Duca di Connaught. | Grado II        |
|          | Nelson Mandela Presidente del Sud Africa 1994–1999                                  | Sud-ovest del prato 51.5008°N 0.1265°W              | Ian Walters            | 29 agosto 2007   | Questa statua era stata pensata per Trafalgar Square, presso la South Africa House. Una volta scelta la collocazione definitiva a Parliament Square, venne inaugurata da Gordon Brown. | —               |
|          | Mahatma Gandhi Fautore dell'indipendenza indiana                                    |                                                     | Philip Jackson         | 14 marzo 2015    | La statua del leader del Movimento d'indipendenza indiano si basa su una fotografia che ritrae Gandhi al di fuori degli uffici di Ramsay MacDonald, nel 1931. È stata inaugurata dal ministero delle finanze indiano Arun Jaitley il 14 marzo 2015; all'inaugurazione hanno presenziato David Cameron, Amitabh Bachchan ed il nipote del Mahatma Gopalkrishna Gandhi. | —               |
|          | Millicent Fawcett Suffragetta britannica                                            |                                                     | Gillian Wearing        | 24 aprile 2018   | Eretta in occasione del centenario del Representation of the People Act 1918 a seguito di una mobilitazione guidata da Caroline Criado-Perez, questa è la prima statua di una donna presente in Parliament Square. L'autrice è Gillian Wearing, prima donna a scolpire una statua in Parliament Square. Millicent fu una leader del movimento del suffragio femminile nel Regno Unito, fu presidente della National Union of Women's Suffrage Societies per più di 20 anni e fu una tra i fondatori del Newnham College di Cambridge. La statua raffigura Millicent all'età di 50 anni che sostiene uno striscione con la scritta "Il coraggio chiama al coraggio ovunque", un estratto di un suo discorso che tenne dopo la morte della suffragetta Emily Wilding Davison. | —               |